# Arvid Järnefelt
Arvid Järnefelt, (né le 16 novembre 1861 à Saint-Pétersbourg - décédé le 27 décembre 1932 à Helsinki) est un Juge et écrivain finlandais.
Durant ses études il est un fennomane actif, plus tard il évolue vers le mouvement tolstoïen et l'anarchisme chrétien.

## Biographie

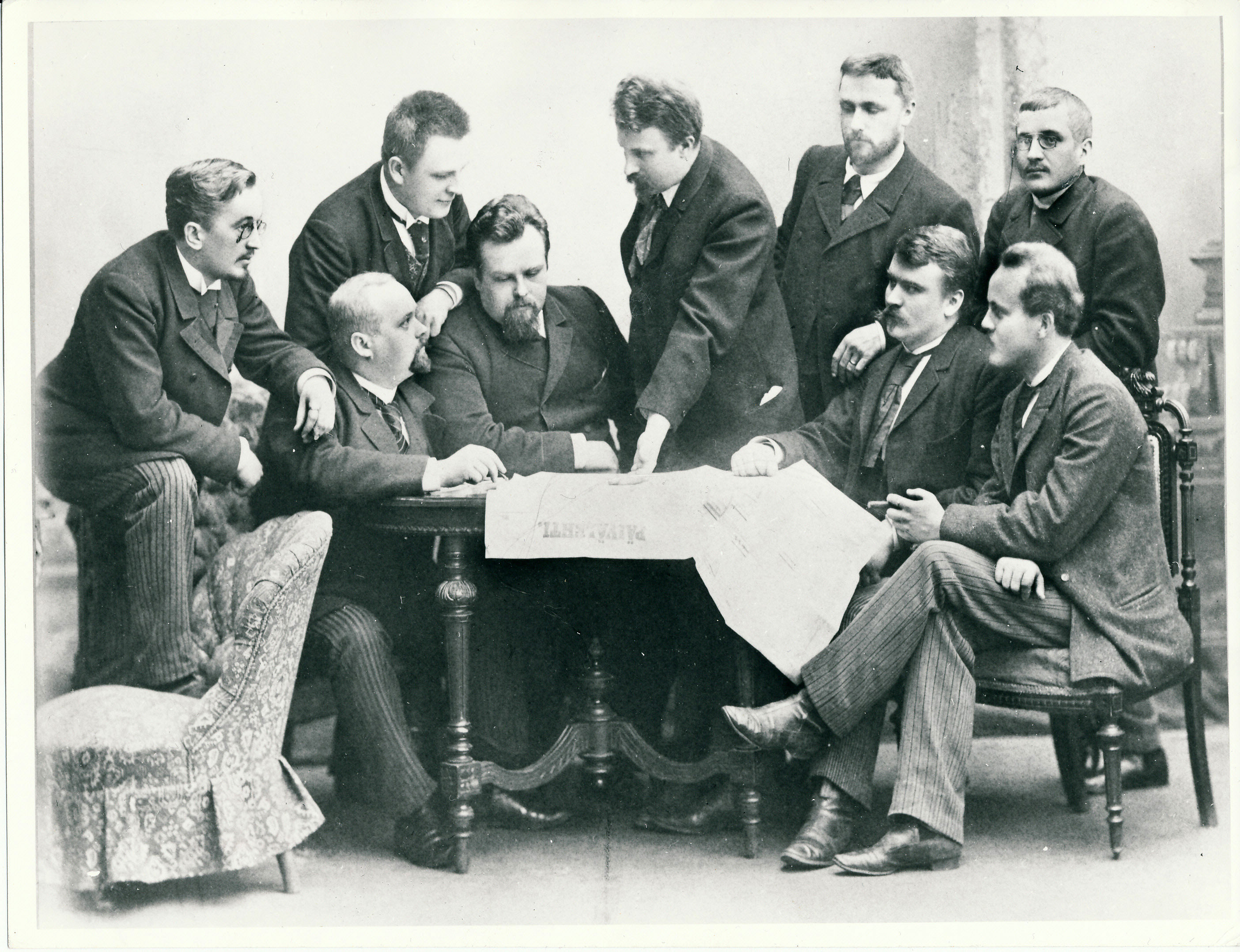
La rédaction de Päivälehti en 1893: Debout de gauche à droite: Kasimir Leino, Reinhold Roine, Juhani Aho, Arvid Järnefelt et Erkki Reijonen. Assis; Santeri Ingman, E.O. Sjöberg, Eero Erkko et Filip Waren.

### Famille
Son père, qui appartient à une famille suédophone, est le général Alexander Järnefelt et sa mère Elisabeth appartient à la famille germano-balte Clodt von Jürgensburg. Ils ont huit enfants: Kasper, Arvid, Ellida, Ellen, Erik, Armas, Aino, Hilja ja Sigrid. Arvid Järnefelt épouse à Jyväskylä Emilia Fredrika Parviaisen en 1884. Ils auront cinq enfants: Eero, Liisa, Anna, Maija et Emmi.

### Études
Arvid Järnefelt prépare son baccalauréat au lycée normal d'Helsingfors (alors nom officiel d'Helskini) qu'il obtient en 1885.
Il passe obtient son diplôme de droit à l'université Alexandre en 1890.
À l'université il est très impliqué dans le mouvement fennomane.
En 1889, Järnefelt fonde avec ses amis Eero Erkko et Juhani Aho la revue Päivälehti de soutien au Parti jeune finnois.
La revue Päivälehti est le prédécesseur d'Helsingin Sanomat.

### Mouvement tolstoïen
À partir de 1891, il est greffier à la Cour d'appel de Vaasa, il découvre les écrits de Léon Tolstoï et il ressent un sentiment religieux qu'il décrit dans son roman
Heräämiseni publié en 1894.
L'influence tolstoïenne apparaît déjà dans son roman Isänmaa publié en 1893.
Dès 1895, Järnefelt entre en correspondance avec Tolstoï et il le rencontrera en Russie en 1899 et en 1910.
L'influence tolstoïenne lui fera quitter son travail de juriste pour devenir agriculteur dans le domaine Rantala à Virkkala dans la commune de Lohja.
Järnefelt y passera la plus grande partie du reste de son existence.
Grâce à Tolstoï, il découvre les vues de l'économiste américain Henry George sur la propriété de la terre et inspiré par le géorgisme prend position contre les expulsions de métayers de 1907 (fi).
Durant la décennie suivante, Järnefelt se radicalise encore plus et on peut le considérer comme penseur anarchiste.

### Anarchisme chrétien
Les troubles sociaux de la Révolution russe se propagent en Finlande.
Arvid Järnefelt et ses partisans sont impliqués dans les Émeutes de l'église d'Helsinki de mai 1917 (fi) dont le deuxième meneur est l'anarchiste Jean Boldt.
En mai 1917, malgré l'opposition des prêtres, il organise trois meetings dans les églises d'Helsinki qui rassemblent plusieurs milliers de militants.
Arvid Järnefelt y parle de l'égalité sociale, du pacifisme et présente ses propres visions religieuses.
Ces événements sont aussi accompagnés de troubles et les partisans de Järnefelt sont accusés de violence.
La presse bourgeoise les traite de voyous, mais la presse des travailleurs appuie l'écrivain qui soulève l'attention aux maux sociaux.
Järnefelt reçoit aussi la compréhension d'Eino Leino et d'Aino Sibelius.
Un livre des discours d'église de Järnefelt est publié la même année.
Il le mèneront à une peine de prison, qui se terminera par la grâce de Mannerheim en 1919.
À partir de 1922, Arvid Järnefelt voyage beaucoup à l'étranger, et commence une nouvelle période créatrice, dont la production est considérée comme la meilleure partie de son œuvre.

## Œuvres

### Romans et nouvelles traduits en français
- L'Océan de la vie [« Elämän meri »] (trad. Maurice de Coppet), Helsinki, WSOY, 1929
- Greeta et son seigneur [« Greeta ja hänen herransa »] (trad. Jean-Louis Perret), Toison d'or, 1943
- Sur la terre finlandaise (trad. Maurice de Coppet), L'Elan, 2006, 90 p. (ISBN 978-2-909027-67-8)

### Romans
- 1893 : Isänmaa[9]
- 1900 : Veljekset[10]
- 1902 : Helena[11]
- 1905 : Maaemon lapsia[12]
- 1906 : Veneh’ojalaiset[13]
- 1916 : Onnelliset (sous le pseudo Hilja Kahila)
- 1919 : Nuoruuteni muistelmia (sous le pseudo Hilja Kahila)
- 1925 : Greeta ja hänen herransa
- 1927 : Minun Marttani
- 1928 : Vanhempieni romaani I-III
- 1933 : Lalli

### Nouvelles et essais
- 1890 : Ihmiskohtaloja[14]
- 1897 : Maria[15]
- 1900 : Satuja ja kertomuksia
- 1904 : Elämän meri[16]
- 1913 : Hiljaisuudessa: kokoelma kertomuksia ja näytelmiä[17]
- 1926 : Huligaani ynnä muita kertoelmia

### Pièces de théâtre
- 1899 : Samuel Croëll[18]
- 1902 : Orjan oppi[19]
- 1903 : Kuolema
- 1910 : Titus (modification de Orjan oppi)
- 1911 : Kuolema (nouvelle version)
- 1913 : Manon Roland
- 1914 : Kallun kestit
- 1915 : Valtaset[20]
- 1924 : Sointula
- 1927 : Kuolema (uudistettu laitos)

### Autres œuvres
- 1894 : Heräämiseni[21]
- 1895 : Ateisti: kokoelma pienempiä kirjoituksia[22]
- 1897 : Puhtauden ihanne[23]
- 1898 : Evankeliumin alku
- 1899 : Matkaltani Venäjällä ja käynti Leo Tolstoin luona
- 1901 : Mitä on jumalanpalvelus
- 1905 : Lukemisen ja kirjottamisen alkuopetus kotiopetusta varten
- 1907 : Jeesuksen syntyminen ihmisestä tai Jumalasta
- 1907 : Maa kuuluu kaikille: Matkoiltani Laukon lakkomailla
- 1917 : Kirkkopuheet
- 1918 : Kirjeitä sukupuolikysymyksistä

## Prix et récompenses
- Prix national de littérature